# Буда Друга
Буда Друга (рос. Буда Вторая) — присілок в Спас-Деменському районі Калузької області Російської Федерації.
Населення становить 14 осіб. Входить до складу муніципального утворення Село Буднянський.

## Історія
Від 2004 року входить до складу муніципального утворення Село Буднянський

## Населення
| 2002 | 2007 | 2010 |
| ---- | ---- | ---- |
| 21   | ↘12  | ↗14  |